# Nuño Sánchez
Don Nuño Sánchez (katalonski: Nunyo Sanç; francuski: Nuno Sanche) (o. 1185. – 1242.) bio je katalonski plemić, grof Cerdanye, Rossellóa i Bigorre.
Njegov je otac bio Don Sančo od Provanse (sin aragonske kraljice), a majka mu je bila gospa Sanča Núñez de Lara, čiji su roditelji bili plemići Terezija Fernández de Traba i Nuño Pérez de Lara. Gospa Sanča je bila druga supruga svog muža. (Moguće je da su Sanča i Sančo imali i kćer, Sanču.)
Nuñov puni latinski naslov glasi: "Nunus Sancii, Dei gratia dominus de Rossillionis, Vallis de Asperii, Conflent et Cerritane" – "Nuño Sánchez, milošću Božjom lord Rossellóa, Vallespira, Conflenta i Cerdanye".
Nuño je bio neko vrijeme regent svom rođaku, kralju Jakovu I. Osvajaču. (Jakovljev otac, kralj Petar II. Katolički, bio je nećak Nuñovoga oca.)
1215. Nuño je oženio groficu Petronillu od Bigorre (umrla 1251.). 1216. papa Honorije III. je poništio brak.
Oko 1220. Nuño je oženio Tereziju López, čiji je otac bio Lope Díaz II. de Haro. Par je bio bez djece te su Nuñovi posjedi i naslovi pripali kruni.
S nepoznatom konkubinom Nuño je imao izvanbračnog sina.

## Pokop
Don Nuño je pokopan u bolnici blizu Perpignana, koja je uništena.

## U kulturi
Trubadur-redovnik Aimeric de Belenoi pjevao je o Nuñovoj hrabrosti i časti.